# آنا ورگلسکایا
آنا ورگلسکایا (به انگلیسی: Anna Vergelskaya) (زاده ۱۴ مهٔ ۱۹۸۸) مدل اوکراینی است.
او در سال ۲۰۱۵ دختر شایسته اوکراین شد.